# Film ungheresi proposti per l'Oscar al miglior film straniero
A partire dagli anni sessanta del ventesimo secolo, alcuni film ungheresi sono stati proposti per la categoria del miglior film straniero dei Premi Oscar.
L'Ungheria ha vinto in due occasioni il premio: nel 1982 con il film Mephisto di István Szabó e poi nel 2016 con Il figlio di Saul del regista László Nemes.
Ha inoltre ottenuto altre 8 nomination: di queste tre sono dovute a film di István Szabó (La fiducia nominato l'anno prima dell'Oscar, Il colonnello Redl nel 1986 e La notte dei maghi nel 1989), due sono opere di Zoltán Fábri (I ragazzi della Via Paal nel 1969 e Ungheresi dieci anni dopo), mentre hanno conquistato una nomination a testa Károly Makk (1975), Imre Gyöngyössy e Barna Kabay (1984) e Ildikó Enyedi (2017).
| Anno | Film | Regia                         | Risultato     |
| ---- | --- | ----------------------------- | ------------- |
| 1966 | Venti ore (Húsz óra)                                                                                                   | Zoltán Fábri                  | Non candidato |
| 1967 | I disperati di Sandór (Szegénylegények)                                                                                | Miklós Jancsó                 | Non candidato |
| 1968 | Il padre (Apa) | István Szabó                  | Non candidato |
| 1969 | I ragazzi della via Paal (A Pal utcai fiuk)                                                                            | Zoltán Fábri                  | Candidato     |
| 1970 | Feldobott kő | Sándor Sára                   | Non candidato |
| 1971 | Film d'amore (Szerelmesfilm)                                                                                           | István Szabó                  | Non candidato |
| 1972 | Amore (Szerelem) | Károly Makk                   | Non candidato |
| 1973 | Jelenidő | Péter Bacsó                   | Non candidato |
| 1974 | Fotografia (Fotográfia)                                                                                                | Pál Zolnay                    | Non candidato |
| 1975 | Giochi di gatti (Macskajáték)                                                                                          | Károly Makk                   | Candidato     |
| 1976 | Adozione (Örökbefogadás)                                                                                               | Márta Mészáros                | Non candidato |
| 1977 | Il quinto sigillo (Az ötödik pecsét)                                                                                   | Zoltán Fábri                  | Non candidato |
| 1978 | Herkulesfürdöi emlék                                                                                                   | Pál Sándor                    | Non candidato |
| 1979 | Ungheresi (Magyarok)                                                                                                   | Zoltán Fábri                  | Candidato     |
| 1980 | Angi Vera | Pál Gábor                     | Non candidato |
| 1981 | La fiducia (Bizalom)                                                                                                   | István Szabó                  | Candidato     |
| 1982 | Mephisto | István Szabó                  | Vincitore     |
| 1983 | Megáll az idő | Péter Gothár                  | Non candidato |
| 1984 | La rivolta di Giobbe (Jób lázadása)                                                                                    | Imre Gyöngyössy e Barna Kabay | Candidato     |
| 1985 | Yerma | Imre Gyöngyössy e Barna Kabay | Non candidato |
| 1986 | Il colonnello Redl (Redl ezredes)                                                                                      | István Szabó                  | Candidato     |
| 1987 | Macskafogó | Béla Ternovszky               | Non candidato |
| 1988 | Diario per i miei amori (Napló szerelmeimnek)                                                                          | Márta Mészáros                | Non candidato |
| 1989 | La notte dei maghi (Hanussen)                                                                                          | István Szabó                  | Candidato     |
| 1990 | Il mio XX secolo (Az én XX. századom)                                                                                  | Ildikó Enyedi                 | Non candidato |
| 1991 | Kicsi, de nagyon erős                                                                                                  | Fernec Grunwalsky             | Non candidato |
| 1992 | Félálom | János Rózsa                   | Non candidato |
| 1993 | Dolce Emma, cara Bobe (Édes Emma, drága Böbe - vázlatok, aktok)                                                        | István Szabó                  | Non candidato |
| 1994 | Noi non moriamo mai (Sose halunk meg)                                                                                  | Róbert Koltai                 | Non candidato |
| 1995 | Woyzeck | János Szász                   | Non candidato |
| 1996 | A részleg | Péter Gothár                  | Non candidato |
| 1997 | Haggyállógva Vászka | Péter Gothár                  | Non candidato |
| 1998 | I fratelli Witman (Witman fiúk)                                                                                        | János Szász                   | Non candidato |
| 1999 | Romani kris - Cigánytörvény                                                                                            | Bence Gyöngyössy              | Non candidato |
| 2000 | A Pest il Signore mi ha messo una lanterna nelle mani (Nekem lámpást adott kezembe az Úr, Pesten)                      | Miklós Jancsó                 | Non candidato |
| 2001 | Glamour | Frigyes Gödrös                | Non candidato |
| 2002 | Torzók | Árpád Sopsits                 | Non candidato |
| 2003 | Hukkle | György Pálfi                  | Non candidato |
| 2004 | Rengeteg | Benedek Fliegauf              | Non candidato |
| 2005 | Kontroll | Nimród Antal                  | Non candidato |
| 2006 | Senza destino (Sorstalanság)                                                                                           | Lajos Koltai                  | Non candidato |
| 2007 | Fehér tenyér | Szabolcs Hajdu                | Non candidato |
| 2008 | Taxidermia | György Pálfi                  | Non candidato |
| 2009 | Iszka utazása | Csaba Bollók                  | Non candidato |
| 2010 | Kaméleon | Krisztina Goda                | Non candidato |
| 2011 | Bibliothèque Pascal | Szabolcs Hajdu                | Non candidato |
| 2012 | Il cavallo di Torino (A torinói ló)                                                                                    | Béla Tarr                     | Non candidato |
| 2013 | Just the Wind (Csak a szél)                                                                                            | Benedek Fliegauf              | Non candidato |
| 2014 | Il grande quaderno (A nagy füzet)                                                                                      | János Szász                   | Short-list    |
| 2015 | White God - Sinfonia per Hagen (Fehér isten)                                                                           | Kornél Mundruczó              | Non candidato |
| 2016 | Il figlio di Saul (Saul fia)                                                                                           | László Nemes                  | Vincitore     |
| 2017 | Tiszta szívvel | Attila Till                   | Non candidato |
| 2018 | Corpo e anima (Testről és lélekről)                                                                                    | Ildikó Enyedi                 | Candidato     |
| 2019 | Tramonto (Napszállta)                                                                                                  | László Nemes                  | Non candidato |
| 2020 | Akik maradtak | Barnabás Tóth                 | Short-list    |
| 2021 | Preparativi per stare insieme per un periodo indefinito di tempo (Felkészülés meghatározatlan ideig tartó együttlétre) | Lili Horvát                   | Non candidato |
| 2022 | Post Mortem | Péter Bergendy                | Non candidato |
| 2023 | Blokád | Ádám Tõsér                    | Non candidato |

| Non candidato | Il film è stato proposto dall'Ungheria, ma non è stato candidato dall'Academy of Motion Picture Arts and Sciences. |
| Short-list    | Il film è entrato nella "short-list" stilata a gennaio dei nove candidati per l'Oscar al miglior film straniero.   |
| Candidato     | Il film è entrato a far parte dei cinque candidati per l'Oscar al miglior film straniero.                          |
| Vincitore     | Il film ha vinto l'Oscar al miglior film straniero.                                                                |